# Црна Гора у Народноослободилачкој борби
Народноослободилачка борба у Црној Гори отпочела је Тринаестојулским устанком и трајала до краја немачке окупације децембра 1944. године. Црна Гора је испрва била под окупацијом фашистичке Италије, а потом нацистичке Немачке. Након слома Тринаестојулског устанка, четници су прешли на страну окупатора, а партизани су наставили да се боре.

## Априлски рат
Током Другог светског рата су ратне операције на простору Црне Горе започеле априлским ратом, односно инвазијом Сила Осовине на Краљевину Југославију 6. априла 1941. године. За Црну Гору је, међутим, било карактеристично да њена територија на самом почетку није лаизложен нападу. Разлог је био у слабости италијанских снага стационираних преко албанске границе и у тешко ситуацији након пораза у рату с Грчком. Зато су снаге краљевске југославенске снаге Црну Гору на самом почетку могле искористити као базу за офанзиву у северну Албанију, која је показала одређени успех.

## Италијанска окупација
Када је краљевска војска капитулирала 17. априла њене снаге су се налазиле неколико десетака километара унутар албанске територије. Сама Црна Гора је послужила и као база с чијих су аеродрома краљ Петар II Карађорђевић и чланови Симовићеве владе отишли у избеглиштво. Убрзо након капитулације, највећи део војника и официра је отишао кућама, а део је заробљен. Највећи број бродова краљевске морнарице, смештен у Боки Которској је пао у италијанске руке, с изузетком разарача Загреб кога су потопили чланови сопствене посаде. Црну Гору окпирале су јединице италијанске пешадијске дивизије „Месина” из састава 17. армијског корпуса, 11. мобилни батаљон краљевских карабинијера, 106. батаљон граничне страже, мотоциклистички бтаљон из дивизије „Марче”, делови 108. легије црних кошуља, мање јединице са штабом у Тивту и полиција.
Када су Адолф Хитлер и Бенито Мусолини договорили да се Југославија нападне и раскомада, простор Црне Горе је припао италијанској интересној сфери, те су њену територију окупирале италијанске трупе. Италија је тада непосредно анектирала Боку Которску, док су области близу Скадра припојене Краљевини Албанији, тада у персоналној унији с Италијом. Италијански и албански краљ Виторио Емануеле III је, пак, под утицајем своје црногорске супруге Јелене успео наговорити Мусолинија да дозволи обнову независности Црне Горе, односно формира нову државу под насловом Краљевина Црна Гора. Територија нове државе је садржавала највећи део садашње Црне Горе као и Санџака. Слично као и суседна Независна Држава Хрватска, нова црногорска држава је била под потпуном доминацијом Италије, а као владајућа елита су се наметнули некадашњи сепаратистички емигранти међу којима се истицао Секула Дрљевић. Иако је и део самих Црногораца подржавао стварање самосталне државе, те се прикључио покрету званом Зеленаши, врло брзо се испоставило како тај пројекат не ужива подршку у народу.
У Црној Гори је велики број становника остао веран краљевској влади, а такође је прилично снажна била и Комунистичка партија Југославије. Чланови обеју групација су углавном избегли заробљавање и успели сакрити велике количине оружја, а рељеф Црне Горе се показао погодним за герилски рат. Одмах после окупације под руководством КПЈ почеле су обимне политичко-партијске, војне и организационо-техничке припреме за оружану борбу. За време расула Југословенске војсек, привремени Покрајински комитет је, у одсуству чланова Покрајинског комитета КПЈ за Црну Гору, мобилисаних у војне јединице, издао директиву за прикупљање и склањање оружја и ратне опреме. У складу с одлукама Мајског саветовања КПЈ у Загребу, приступило се у другој поливини маја организовању ударних група готово по свим местима Црне Горе. Прихват и збрињавање преко 8.000 црногорских избеглица са Косова и Метохије, Војводине, Херцеговине и других крајева Југославије, било је у средишту пажње партијских организација. Због тога су створени органи Народноослободилачког фонда, који су у ствари били претече Народноослободилачких одбора. Слично као и другде у окупираној Југославији, немачки напад на СССР је комунистима дао повод за устанак, а који је у Црној Гори могао рачунати и на подршку традиционално русофилног становништва. Крајем јуна објављен је проглас Покрајинског комитета КПЈ за Црну Гору. Покрајински комитет је тих дана реорганизовао Војну комисију у Војни комитет и притупио припремама за оружани устанак. У лето 1941, нарочито због повећане активности комуниста, Италијани су почели гомилати полицијска појачања и хапсити комунисте. Пред устанак у Црној Гори налазило се 1800 чланова КПЈ и 3000 чланова СКОЈ-а.

## Устанак
На састанку одржаном у Пиперима 8. јула у присуству делегата ЦК КПЈ, донета је одлука у духу директива ЦК КПЈ од 4. јула, да се одмах пређе на оружане акције против окупатора. Формирани су окружни комитети КПЈ за Цетиње, Подгорицу, Никшић, Колашин и ојачан је Обласни комитет за Санџак. Општенародни устанак је избио 13. јула 1941. године, непосредно након почетка формирања проиталијанске црногорске владе. Устаничке формације су, користећи изненађење, напале италијанске снаге, задале им тешке губитке и преузеле власт над многим областима Црне Горе. На комуникацијама које повезују Цетиње, Подгорицу и Никшић са другим италијанским гарнизонима, устаници су на више места разрушили путеве, поставили препреке и заседе. За неколико дана биле су разоружане готово све карабинијерско-жандармеријске станице у Црној Гори. У зору 17. јула ослобођена је Андријевица. Значајнији успех постигнут је 18. јула у Брајићима, када је око 60 брајићких и подгорско-томићких устаника, помогнутих Радомирско-грађанским и Прекорничким одредом, после осмочасовне борбе разбило италијанску моторизовану колону. Током 20. јула ослобођен је Даниловград, Беране, Колашин, Бијело Поље и Жабљак. После оштре борбе ослобођен је Шавник 22. јула, а 24. јула скршен је дводневни отпор италијанске посаде у Грахову. Тако је за десетак дана устанка била ослобођена скоро читава Црна Гора, сем Подгорице, Цетиња, Никшића, Пљеваља и већих градова у Црногорском приморју. Устаници су у том периоду нанели Италијанима губитке од 4.800 војника избачених из строја, док су њихово наоружање и опрема заплењени. Да би боље организовао развој оружане борбе Покрајински комитет је је 18. јула форморао Привремену врховну команду националноослободилачких трупа за Црну Гору, Боку и Санџак. Оружане снаге устаника нарасле су на око 32.000 људи.
Италијанска команда је остала затечена и изненађена тако брзим развојем устанка у Црној Гори. Врховна команда у Риму оценила је догађаје у Црној Гори као прави рат између Црне Горе и Италије, бринећи се за италијански престиж на Балкану. Замах устанка и масовни прилив бораца превазишли су сва очекивања Покрајинског комитета, што је изазвало доста тешкоћа око организације и вођења прилично гломазних и још неучвршћених јединица. Први Народноослободилачки одбори именовани су за време устанка у Колашину, Андријевици, Бијелом Пољу, Даниловграду, Грахови и другим ослобођеним местима, а у Беранама, на конференцији 217 делегата, изабран је 21. јула Срески народноослободилачки одбор, познат под називом као Народни одбор ослобођења. Привремена врховна команда издала је 22. јула упутство о изборима народних представника у органе властиу општинама и срезовима.
Италијанска команда је одмах реаговала и наредила команданту 9. армије, генералу Алесандру Пирцију Биролију да под сваку цену разбије устанак. Бироли се по Мусолинијевом наређењу сместио Цетиње и покренуо Јулску офанзиву. Из Албаније у Црну Гору упућено је пет италијанских дивизија и више помоћних јединица, укупно 100.000 војника. Захваљујући надмоћи у техници, италијанска војска успела је брзо преузети надзор над деловима црногорске територије, устаницима нанети губитке и предузела репресалије над црногорским становништвом.

## Гушење устанка и његова привремена криза
Од 19. јула до средине августа окупационе снаге успеле су, захваљујући бомбардовању и суровим репресалијама против становништва ослобођених крајева, одвођењу хиљада Црногораца у интернацију, да овладају комуникацијама и градовима које су устаници ослободили. Део бораца вратио се својим кућама, између осталог и подутицајем погрешне директиве руководства устанка од 17. јула. Због страха од даљих репресалија, дошло је до привременог затишја у војним активностима у Црној Гори. Због наводних грешака, Јосип Броз Тито је опозвао Милована Ђиласа у Ужице, а Ивана Милутиновића послао у Црну Гору крајем октобра. Руководство устанка пришло је сређивању и реорганизацији устаничких снага ради поновне мобилизације народа и преузимања обих оружаних акција. На Каменику је 8. августа одржано покрајинско саветовање КПЈ на којем је извршена анализа Тринаестојулског устанка. Заседањем среских и оружаних конференција КПЈ у другој половини августа и првој половини септембра изабрана су нова руководства. Од септембра је почела поновна организација одреда од преосталих комунистичких група. Извођене су бројне диверзантске акције и напади на мање италијанске колоне на путевима. Неке од тих заседа биле су на италијанске колоне у Ријеци Пиперској 5. августа, код Пајкова Вира средином августа, прекид телефонских веза између Никшића и Подгорице, рушења мостова на цести Бијело Поље-Колашин, на Поганим међама, на Вјетарнику и остало. Само у которском крају забележено 13 партизанских акција у 20 дана новембра.
Почетком октобра, почело је организовање „партизанске народне војске”. Почело је и фомирање чета, батаљона, бригада и одреда по принципу да неколико села образују чету, општине батаљон, а неколико општина бригаду. До средине октобра формиран је 21 батаљон, у бјелопољском срезу формирана је Бјелопољска, а у пљеваљском Пљеваљска чета. Најзначајнија устаничка акција у том периоду била је 18. октобра када су Бјелопавлићки, Пиперски и 1. чета Кучког батаљона уништили на Јелином дубу италијанску колону од око 40 возила и заробили више од 60 непријатељских војника, 26. новембра код Вилуса заробили 88 војника, а четири дана касније код Подгорице 60 заробљених војника.. Затим је наређено да се формирају бригаде — Ловћенска од четири батаљона, Зетска од шест батаљона, Бејлопавлићка, Горњовасојевићка, Никшићка, Дурмиторска, Доњовасојевићка и Колашинска од по три батаљона и Лимска од три до четири батаљона. Бригаде су по замисли руководства НОП-а у Црној Гори требало да прерасту у одреде. Бригаде међутим нису биле дугог века. Најдуже је опстала Ловћенска бригада до 31. октобра, када је преформирана у Ловћенски партизански одред. Дана 24. октобра Штаб националноослободилачких герилских одреда за Црну Гору, Боку и Санџак реорганизован је у Главни штаб НОП одреда за Црну Гору и Боку. Почетком новембра за команданта Главног штаба постављен је Иван Милутиновић. Област Санџака је у оперативном погледу осамостаљена и са својим Главним штабом директно везана за Врховни штаб НОПО Југославије. Наредбом Главног штаба НОПО за Црну Гору и Боку од 11. новембра, у духу одлука Саветовања у Столицама, формирани су Ловћенски 500 бораца, Зетски 1735 бораца, Дурмиторски 1340 бораца и Комски партизански одред од 900 бораца. Крајем новембра формиран је од дела Дурмиторског Никшићки, а од дела Зетског НОП одред „Бијели Павле”. Ови одреди укупно су бројали око 4.500 људи, не рачунајући поједине батаљоне и територијалне јединице.
Главни штаб Црне Горе је 14. новембра 1941. године одлучио да формира Црногорски НОП одред за операције у Санџаку и изведе офанзиву на Санџак, чији је циљ било заузимање великог града Пљеваља. Према плану, успех операције је био да се обезбеди веза ослобођених територија Црне Горе са Ужичком републиком. Кампања за регрутовање добровољаца широм земље наишла је на позитиван одговор становништва. До 26. новембра у подножју Дурмитора окупило се девет батаљона Црногорског НОП одреда за операције у Санџаку, који су бројали 3.690 бораца, наоружаних лаким пешадијским оружјем, једним топом и шест минобацача. Четири дана касније заузели су положаје у пљеваљском крају, а у раним јутарњим сатима 1. децембра напали су град. Међутим, даљи догађаји нису ишли по плану. Дејства батаљона нису била усклађена и извођена су без одговарајућег извиђања и водећи рачуна о стању одбране непријатеља, посебно о његовом моралу. Градски гарнизон, који се састојао од око 2.000 војника дивизије „Пустерија”, пружио је жесток отпор. Као резултат тога, нападачи су одбијени уз велике губитке, од 203 мртва и 269 рањених. Према историчару Гају Трифковићу, битка за Пљевља била је једна од најкрвавијих једнодневних партизанских акција у читавом периоду пре 1944. године. Вест о великим губицима у Пљевљима изазвала је тугу у Црној Гори и приморала њен Главни штаб да изрази јавно саучешће целој земљи.
Неуспех операције у Пљевљима имао је тешке последице по НОП у Црној Гори. Црногорски НОП одред за операције у Санџаку је расформиран. Од првобитне снаге од 3.690 људи, око 670 (18 %) је распоређено у друге јединице. Кући је отишло око 3.000 људи. Већина их је тада прешла у четнике. Партизански покрет у Црној Гори после пљеваљског пораза савладала је апатија, коју је руководство устанка дуго савладавало. Истовремено, догађаји у Пљевљима изазвали су оштре критике противника партизана, који су битку назвали „покољем црногорске омладине”. Друга последица Пљеваља био је неочекивани непријатељски однос муслиманског становништва према НОП-у, које је акцију партизана доживљавало као српски напад на Санџак и помагало Италијанима да одбију напад партизана. Овакав став муслимана, у комбинацији са репресалијама окупатора над цивилима, неуспехом партизана и њиховим терором над измишљеним и стварним противницима, изазвао је пораст антикомунистичког расположења у народу. У одговору, Обласни комитет КПЈ за Црну Гору, Боку и Санџак је 12. децембра 1941. захтевао од обласних, окружних и месних комитета и завода „да без оклевања и најенергичније отклоне све што у било ком облику стоји на путу јединства и солидарности народа у борби против окупатора”. Узимајући у обзир тешку ситуацију изазвану „психозом” после неуспеха у Пљевљима, Обласни комитет КПЈ је писмом од 20. децембра Колашинском комитету указао на потребу даноноћног рада међу масама и „енергичне елиминације пете колоне”. Резултат активности колашинских комуниста био је око 300 погубљених становника града између јануара и фебруара 1942. године. Услед масовних злочина над стварним и измишљеним непријатељима Народноослободилачког покрета, касније названог „лева скретања”, добар део устаника у Црној Гори прешао је у редове четника. У оваквој ситуацији, према подацима Главног штаба НОПО Црне Горе, ефективни број партизана у региону процењен је у јануару 1942. године на око 7.000 људи.

### Јачање четничког покрета
Четници Драже Михаиловића почели су крајем децембра 1941. да стварају своје оружане формације. Прве такве формације створене су у беранском и андријевичком срезу. Покрајински комитет КПЈ издао је 9. децембра проглас у којем је продочио да се у стварању четничке војске ствара нова опасност за развој НОП-а у Црној Гори, јер четници у сарадњи с италијанским снагама настоје да изазову братоубилачки рат. Изванредно тешки услови борбе, првенствено глад и јака зима, помањкање најнужније опреме за борце, као и даноноћне борбе, допринели су бржем исцрпљивању НОП одреда. Италијанска управа повукла је мање посаде у веће гарнизоне и тако онемогућила партизанским снагама да их нападају и долазе до плена. Четници су добивали издашну помоћ од Италијана, што им је омогућило да пређу у отворену борбу против партизана. Италијани су их наоружавали, опремали, плаћали и користили у заједничким акцијама. У јануару 1942. четничке групе, предвођене Павлом Ђуришићем и Леком Лалићем, покренуле су општи напад на партизане. Овој акцији се у фебруару придружио и пуковник Станишић. Тако су средином јануара загосподарили беранским срезом, изузев Горњих Села и Полице. Код Краљских Бара, четници су 20. јануара изненадили две чете Комског НОП одреда и нанели им губитке од 80 заробљених, 59 погинулих и рањених, а у Лубницама су 20. јануара такође изненадили колашинске и беранске партизане и убили 15, а заробили и стрељали 27 бораца. Упркос активној везаности једне стране за окупатора, неки аутори ову борбу различитих црногорских фракција сматрају грађанским ратом. Ради учвршћења НОП-а, руководство устанка одржало је у манастиру Острог 8. фебруара 1942. године „Скупштину црногорских и бокељских родољуба” уз присуство 65 делегата из свих крајева Црне Горе и Боке, на којој је формиран Народноослободилачки одбор за Црну Гору и Боку од 22 члана.
Главни штаб је у рејон Матешева и Колашина, где су четници били најјачи, упутио из разних крајева Црне Горе пет батаљона и од тих снага, као и од делова Комског НОП одреда, формирао Комбиновани НОП одред „Радомир Митровић” за борбу против четника. Активирањем четника против НОП-а, Италијани су проценили да је наступио погодан моменат за офанзивне операције ради гушења устанка у Црној Гори. Тако су у јрејону Даниловграда и Спужа прикупили делове дивизије „Таро”, 47. пук дивизије „Алпи Граје”, две групе алпинаца „Вале”, два артиљеријска дивизиона, и прешли у напад на партизанске снаге које су држале Никшић у блокади. У борбама од 14. до 19. фебруара, уз помоћ четника Баја Станишића, успели су да разбију блокаду и продру у Никшић. За то је време у рејону Колашина Комбиновани НОП одред „Радомир Митровић” водио тешке борбе с надмоћнијим снагама. Четници су успели да одбију његове противнападе и између 22. фебруара и 1. марта заузели Матешево, Колашин и Лијеву Ријеку. Тада је Главни штаб формирао нове ударне батаљоне за борбу против четника и упутио партизанске снаге према Колашину. У борбама од 9. до 19. марта партизани су успели да избију у близину Колашина, али су их четници противнападом одбацили на Препран, Сињајевину и Међуријечје.
После тога су четници овладали и Братоножићима у борбама од 21. доп 23. марта. Тада су се у Кучима распали 1. и 2. батаљон „Марко Миљанов”, а четници су продужили продор у Пипере и Бјелопавлиће. Крајем марта, после оштрих борби на одсеку Винићи, Тополово, Пољица, Радовче, НОП одред Бијели Павле и делови Зетског НОП одреда одбачени су у никшићку жупу. Пропали су италијански покушаји продора из Вирпазара према Лимљанима, а 16. марта претрпели су губитке од НОП батаљона Јован Томашевић. Почетком априла италијанско-четничке снаге вршиле су снажан притисак од Цетиња, Даниловграда и Пјешиваца према Чеву. Након тешких борби, борци Ловћенског НОП одреда повукли су се 13. априла на линију Пјешивци-Чевска Ластва-Трешњево. Противнападом три ударна батаљона Зетског НОП одреда 15. априла и делова Никшићког НОП одреда 16. априла, четници су се повукли уз губитке од око 300 погинулих, рањених и заробљених, док су партизани имали 47 погинулих и рањених. У међувремену су у другој половини фебруара реорганизоване снаџачке јединице. Укинут је Српско-санџачки штаб, расформиран Црногорско-санџачки НОП одред и образовани штабови Бјелопољског и Пљеваљског НОП одреда, реорганизован је и постављен нови Главни штаб за Санџак.

### Трећа непријатељска офанзива и одлазак НОВЈ у Босанску крајину
Због јачања четника и осипања НОП одреда, тешкоћа у снабдевању и осталог, војно-политичка ситуација у Црној Гори стално се погоршавала. ЦК КПЈ сменио је 8. априла стари и поставио нови Покрајински комитет и Главни штаб за Црну Гору. Нови ПК и ГШ приступили су сређивању НОП-а у Црној Гори, али њихов започети рад био је прекинут Трећом непријатељском офанзивом. У априлу су ГШ и ПК, у духу наређења Врхоног штаба и новонастале ситуације, извршили реорганизацију партизанских одреда. Током осовинске операције Трио, НОП одреди Црне Горе водили су тешке одбрамбене борбе на просторији Мојковац, Колашин и Грахово, Никшић, Сињајевина, Дурмитор и Пива. Италијанско-четничке снаге постепено су их крајем маја и почетком јуна 1942. одбациле према североистоку, на тромеђу Црне Горе, Босне и Херцеговине. Повлачење партизанских јединица омогућило је окупатору да у сарадњи са четницима, који су знатно ојачали, укочи за релативно дужи период развој ослободилачке борбе у Црној Гори. Од главнине црногорских партизанских одреда Врховни штаб НОВЈ је средином јуна 1942. формирао Четврту и Пету пролетерску бригаду, које су с осталим бригадама, од 24. јуна кренуле у поход према Босанској крајини. Тиме је био завршен један период Народноослободилачког покрета у Црној Гори. Одласком главнине партизана Италијани су у највећем делу Црне Горе локалну власт препустили четницима.
У ситуацији кад је велики број партијских радника и комуниста отишао из Црне Горе са пролетерским бригадама, рад партијских организација био је веома тежак. Да би се развоју НОП-а дао шири замах, одржана је 16. јуна 1942. на Тјентишту конференција којој је присуствовало 38 делегата народних одобра и партизанских јединица из свих крајева Црне Горе. У резолуцији коју је постписало 74 родољуба, осуђена је активност четника и црногорских федералиста који су се ставили у службу италијанских окупатора и изражена ослучност за настављање борбе. Партијска руководства развила су активност на повезивању партијских организација да би оживели политички рад и приступили извођењумањих оружаних акција. На то су италијанско-квислиншке снаге реаговале акцијама чишћења терена, 18. јуна у Горњим Пиперима, 21. јуна у андријевичком срезу, 28. јуна у простору Вељег Брда и осталим местима током јула. Четници и сепаратисти су с италијанским окупаторима склопили 5. јуна споразум и формирали Национални црногорски одбор ради успешније борбе против НОП-а. У првој половини јула формирани су четнички батаљони на територији срезова подогричког, даниловградског и никшићког и сепаратистички батаљони Ријечки, Црмнички, Љешански и Чевско-бјелички. Покрајински комитет КПЈ је 31. јула известио ЦК КПЈ о тешкој ситуацији која је настала у Црној Гори након одласка црногорских партизанских снага у Босну. Италијанско-квислиншке снаге су до краја јуна успоставиле власт у целој Црној Гори, а у том је периоду погинуло преко 200 чланова КПЈ. Партија је ипак до краја године успела да сачува добар део својих кадрова, што је омогућило поновно организовање НОП-а. тако је на територији Подгоричког окружног комитета у новембру 1942. формирана партизанска чета, а извођене су и мање оружане акције.